# موتور علم شهلی بر
موتور علم شهلی بر یا موتور حاج محمد روستایی در دهستان تهلاب بخش ریگ ملک شهرستان میرجاوه استان سیستان و بلوچستان ایران است.

## جمعیت
بر پایه سرشماری عمومی نفوس و مسکن در سال ۱۳۹۵ جمعیت این مکان این روستا بدون جمعیت بوده‌است.